# Спенсервілл (Меріленд)
Спенсервілл (англ. Spencerville) — переписна місцевість (CDP) в США, в окрузі Монтгомері штату Меріленд. Населення — 1812 особи (2020).

## Географія
Спенсервілл розташований за координатами 39°7′12″ пн. ш. 76°59′1″ зх. д. / 39.12000° пн. ш. 76.98361° зх. д. (39.120024, -76.983527).  За даними Бюро перепису населення США в 2010 році переписна місцевість мала площу 4,04 км², з яких 4,03 км² — суходіл та 0,01 км² — водойми.

## Демографія
Згідно з переписом 2010 року, у переписній місцевості мешкали 1594 особи в 519 домогосподарствах у складі 421 родини. Густота населення становила 394 особи/км².  Було 538 помешкань (133/км²).
Расовий склад населення:
| - 61,9 % — білих - 13,2 % — азіатів - 12,1 % — чорних або афроамериканців - 1,1 % — корінних американців - 6,0 % — осіб інших рас |

До двох чи більше рас належало 5,7 %. Частка іспаномовних становила 13,0 % від усіх жителів.
За віковим діапазоном населення розподілялося таким чином: 26,7 % — особи молодші 18 років, 60,8 % — особи у віці 18—64 років, 12,5 % — особи у віці 65 років та старші. Медіана віку мешканця становила 42,0 року. На 100 осіб жіночої статі у переписній місцевості припадало 101,8 чоловіків;  на 100 жінок у віці від 18 років та старших — 103,0 чоловіків також старших 18 років.
Середній дохід на одне домашнє господарство  становив 137 350 доларів США (медіана — 133 917), а середній дохід на одну сім'ю — 149 363 долари (медіана — 136 548). 
Цивільне працевлаштоване населення становило 854 особи. Основні галузі зайнятості: науковці, спеціалісти, менеджери — 24,1 %, освіта, охорона здоров'я та соціальна допомога — 20,5 %, публічна адміністрація — 13,9 %, виробництво — 8,9 %.